# برونو فيديس
برونو فيديس (بالإسبانية: Bruno Vides) (20 فبراير 1993 بسالتا في الأرجنتين - ) هو لاعب كرة قدم أرجنتيني في مركز مهاجم ‏. لعب مع نادي لانوس.

## روابط خارجية
- برونو فيديس على موقع قاعدة بيانات كرة القدم.إي يو (الإنجليزية)
- برونو فيديس على موقع Soccerway.com (الإنجليزية)
- برونو فيديس على موقع AS.com (الإسبانية)